# Kiko Pelicano
Henrique "Kiko" Pellicano (Rio de Janeiro, 28 de fevereiro de 1974) é um velejador brasileiro. Conquistou a medalha de bronze ao lado de Lars Grael na classe Tornado nos Jogos Olímpicos de Verão de 1996 em Atlanta, nos EUA. Em competições de longa distância, fez parte da Volvo Ocean Race 2005-06. Sua irmã Márcia Pellicano também velejou, tendo participado de três Olimpíadas e ganho um ouro nos Jogos Pan-Americanos de 1995, enquanto sua outra irmã Renata Pellicano Grael é casada com Lars Grael.